# Mischa Barton
Mischa Anne Barton (n. 24 ianuarie 1986, Londra) este o actriță de film, teatru și televiziune și fotomodel britanic de origine irlandeză.

## Date biografice
În 1991 se mută părinții ei la New York City. Cariera de actriță a ei a început când avea 19 ani, primul ei rol mai important a fost a la teatrul din New York. Au urmat o serie de roluri în piese de teatru ca: Where the Truth Lies, Twelve Dreams și One Flea Spare. Debutul la televiziune l-a avut în serialul All my Children. Pe plan internațional devine cunoscută în 2003 cu rolul Marissei Cooper din serialul american "The O.C." rol pentru care va fi premiată în 2004 cu premiul tinerelor speranțe "Teen Choice Award". În noaptea de 27. decembrie 2007 este arestată în West-Hollywood, pentru conducere în stare de ebrietate, fără carnet valabil de conducere. A doua zi este lăsată liberă după ce a plătit o cauțiune de 10.000 dollari. Lui Barton i s-a acordat în Berlin la 8. februarie 2008, premiul "Viper-Award". După sezonul relativ slab al ei, în serialele "The CW" și "The Beautiful Life" a declarat că se va retrage de la televiziune, ca să se poată preocupa mai bine de filmele cinema.

## Filmografie

### Film
| An   | Titlu                                    | Rol                           | Note            |
| ---- | ---------------------------------------- | ----------------------------- | --------------- |
| 1995 | Polio Water                              | Diane                         | Short film      |
| 1996 | New York Crossing                        | Drummond                      | Television film |
| 1997 | Lawn Dogs                                | Devon Stockard                |                 |
| 1999 | Pups                                     | Rocky                         |                 |
| 1999 | Notting Hill                             | 12-Year-Old Actress           |                 |
| 1999 | The Sixth Sense                          | Kyra Collins                  |                 |
| 2000 | Paranoid                                 | Theresa                       |                 |
| 2000 | Skipped Parts                            | Maurey Pierce                 |                 |
| 2000 | Frankie & Hazel                          | Francesca 'Frankie' Humphries | Television film |
| 2001 | Lost and Delirious                       | Mary 'Mouse' Bedford          |                 |
| 2001 | Julie Johnson                            | Lisa Johnson                  |                 |
| 2001 | Tart                                     | Grace Bailey                  |                 |
| 2002 | A Ring of Endless Light                  | Vicky Austin                  | Television film |
| 2003 | Octane                                   | Natasha 'Nat' Wilson          |                 |
| 2006 | The Oh in Ohio                           | Kristen Taylor                |                 |
| 2007 | Closing the Ring                         | Young Ethel Ann               |                 |
| 2007 | St Trinian's                             | JJ French                     |                 |
| 2007 | Virgin Territory                         | Pampinea                      |                 |
| 2008 | Assassination of a High School President | Francesca Fachini             |                 |
| 2009 | Walled In                                | Sam Walczak                   |                 |
| 2009 | Homecoming                               | Shelby Mercer                 |                 |
| 2010 | Don't Fade Away                          | Kat                           |                 |
| 2011 | You and I                                | Lana                          |                 |
| 2012 | Into the Dark                            | Sophia Monet                  |                 |
| 2012 | Ben Banks                                | Amy                           |                 |
| 2012 | Apartment 1303 3D                        | Lara Slate                    |                 |
| 2012 | Cyberstalker                             | Aiden Ashley                  | Television film |
| 2013 | Bhopal: A Prayer for Rain                | Eva Gascon                    |                 |
| 2013 | A Resurrection                           | Jessie                        | Also producer   |
| 2014 | L.A. Slasher                             | The Actress                   | completed       |
| 2014 | Beyond Justice                           | Lisa Martin                   | completed       |
| 2014 | Starcrossed                              | Kat                           | completed       |
| 2014 | Zombie Killers: Elephant's Graveyard     | Toni                          | completed       |
| 2014 | Mining for Ruby                          | Jessica King                  | completed       |
| 2014 | American Beach House                     | Ms. Maureen                   | completed       |
| 2014 | Hope Lost                                | Alina                         | post-production |
| 2014 | The Hoarder                              | Alina                         | post-production |

### Televiziune
| An        | Titlu                             | Rol                     | Note                         |
| --------- | --------------------------------- | ----------------------- | ---------------------------- |
| 1995      | All My Children                   | Lily Montgomery         | 1 episode                    |
| 1996–1997 | KaBlam!                           | Betty Ann Bongo (voice) | Recurring role (15 episodes) |
| 2001–2002 | Once and Again                    | Katie Singer            | Recurring role (8 episodes)  |
| 2003      | Fastlane                          | Simone Collins          | Episode: "Simone Says"       |
| 2003–2006 | The O.C.                          | Marissa Cooper          | Main role (76 episodes)      |
| 2009      | The Beautiful Life: TBL           | Sonja Stone             | Main role (5 episodes)       |
| 2010      | Law & Order: Special Victims Unit | Gladys Dalton           | Episode: "Savior"            |

### Teatru
| An   | Titlu                | Rol    | Note           |
| ---- | -------------------- | ------ | -------------- |
| 1995 | Slavs!               | Vodya  |                |
| 1995 | Twelve Dreams        | Emma   |                |
| 1996 | Where the Truth Lies | Cinda  |                |
| 1997 | One Flea Spare       | Morse  |                |
| 2012 | Steel Magnolias      | Shelby | Gaeity Theatre |

### Clipuri video
| An   | Titlu                    | Rol           | Artist                             |
| ---- | ------------------------ | ------------- | ---------------------------------- |
| 2003 | "Addicted"               | Love Interest | Enrique Iglesias                   |
| 2005 | "Goodbye My Lover"       | Girlfriend    | James Blunt                        |
| 2012 | "Everybody's on the Run" | Girl          | Noel Gallagher's High Flying Birds |
| 2014 | "Coming Through"         | Herself       | Willis Earl Beal                   |

## Premii și nominalizări
| An   | Premiu            | Categorie                                  | Titlu    | Rezultat     |
| ---- | ----------------- | ------------------------------------------ | -------- | ------------ |
| 2004 | Teen Choice Award | Choice Breakout TV Star — Female           | The O.C. | Câștigat     |
| 2004 | Teen Choice Award | Choice TV Actress — Drama/Action Adventure | The O.C. | Nominalizare |
| 2005 | Teen Choice Award | Choice TV Actress: Drama                   | The O.C. | Nominalizare |
| 2005 | Teen Choice Award | Choice TV Chemistry with Ben McKenzie      | The O.C. | Nominalizare |
| 2006 | Teen Choice Award | TV — Choice Actress                        | The O.C. | Câștigat     |
| 2007 | Prism Award       | Performance in a Drama Series Episode      | The O.C. | Nominalizare |